# Fichtelbergbahn

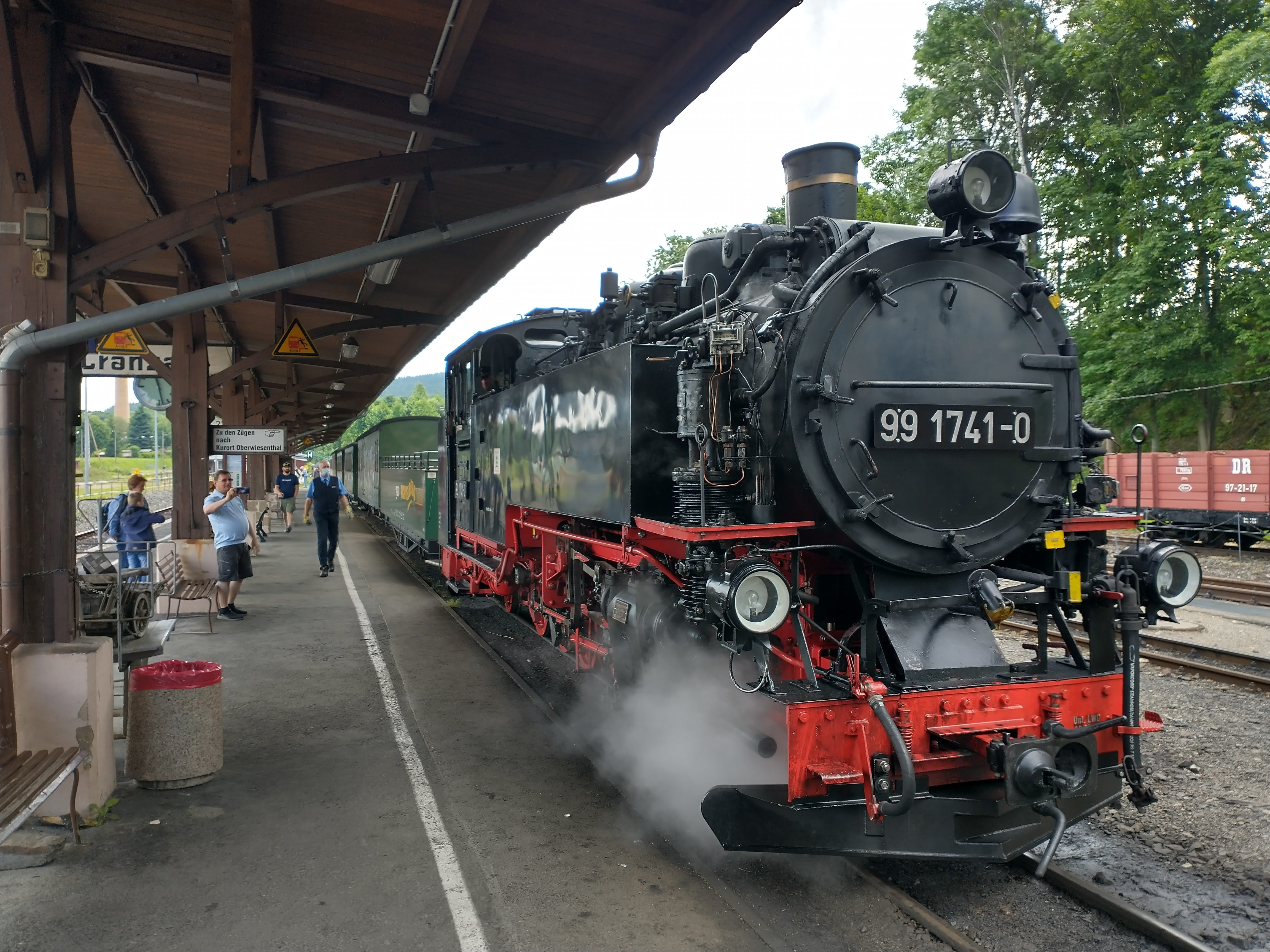
Stacja styczna w Cranzahl

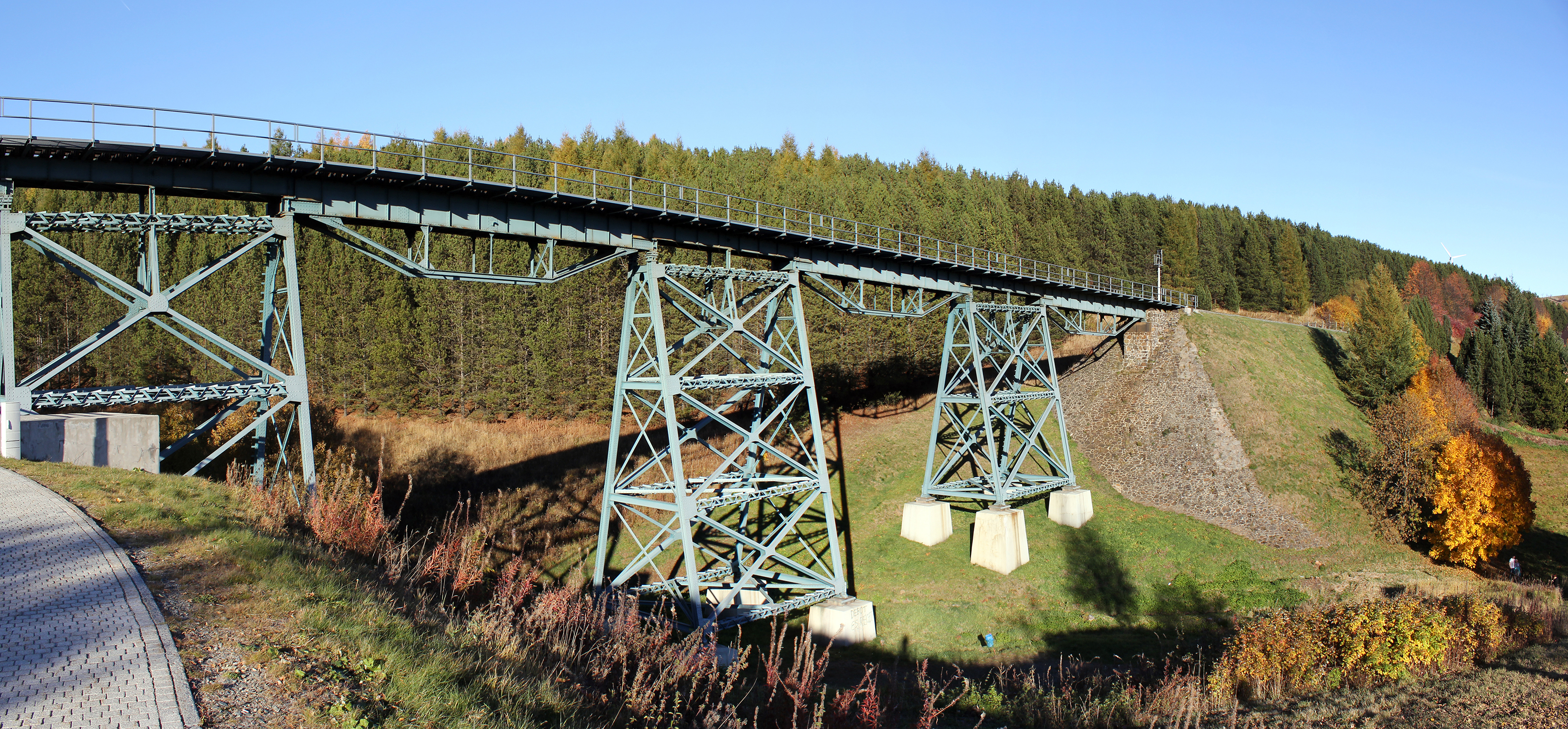
Wiadukt Hüttenbach

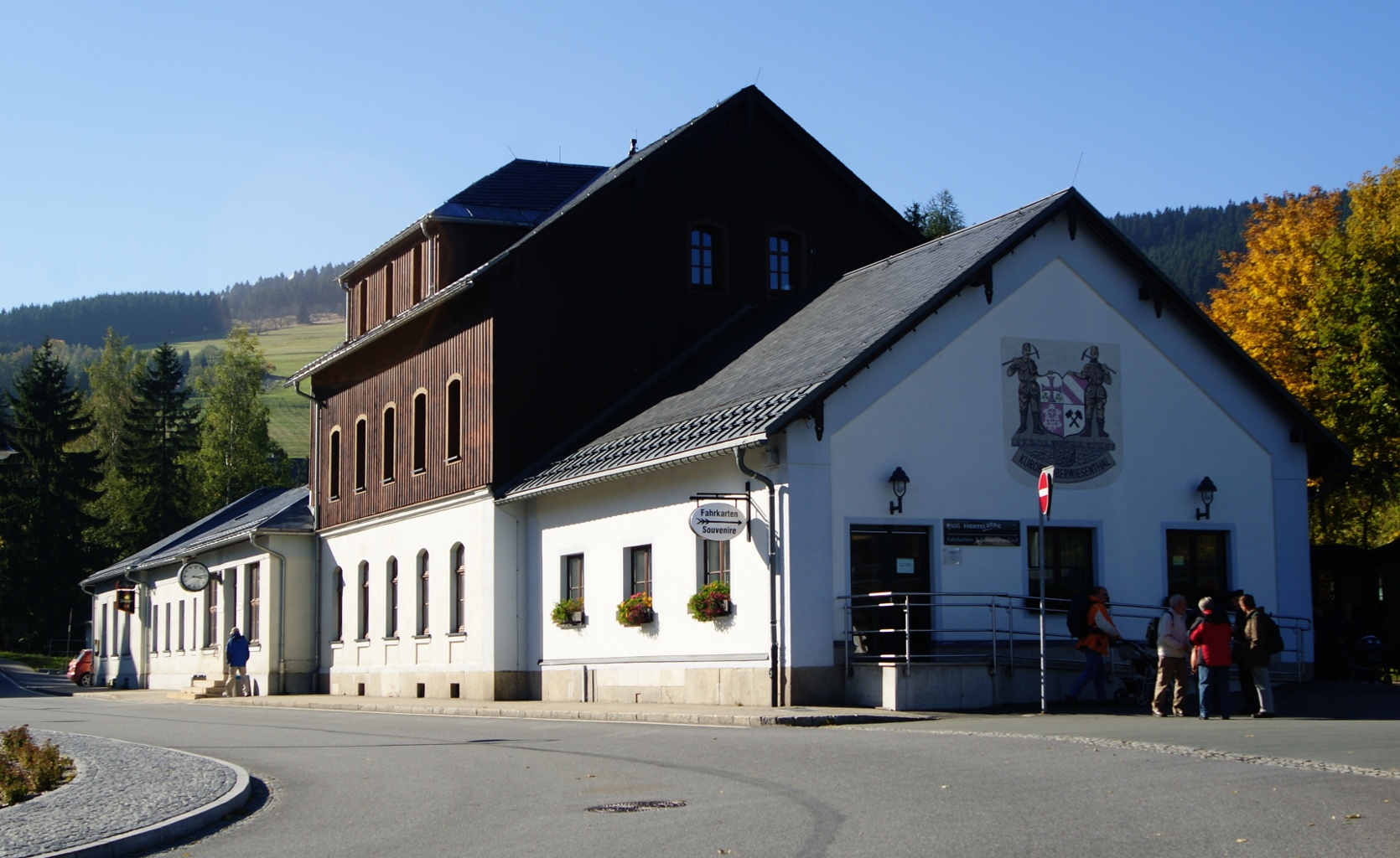
Stacja w Oberwiesenthal

Fichtelbergbahn – wąskotorowa, jednotorowa lokalna linia kolejowa w Saksonii łącząca Cranzahl z Kurort Oberwiesenthal w Rudawach. Stacją styczną z linią normalnotorową Chomutov – Vejprty – Annaberg-Buchholz unt Bf jest Cranzahl.

## Trasa
Linia o rozstawie szyn 750 mm ma długość 13,75 kilometra. Przebiega dolinami potoków Sehma i Pöhlbach, pokonując 238 metrów przewyższenia. Na trasie jest dziewięć stacji i przystanków i sześć mostów. Dopuszczona prędkość maksymalna wynosi 25 km/h. Najwyższy punkt trasy znajduje się w Oberwiesenthal, na wysokości 893 m n.p.m. Szczególnie cenny historycznie jest wiadukt Hüttenbach w Oberwiesenthal o długości 110 metrów i wysokości 23 metry.

## Historia
Pierwsze propozycje budowy linii sięgają roku 1870, jednak prace przygotowawcze i geodezyjne rozpoczęto 3 stycznia 1894. Sama budowa ruszyła w kwietniu 1896. Pierwszy przejazd odbył się 19 lipca 1897. W 1899 wprowadzono przejazdy wagonów normalnotorowych na rolbokach, a w 1906 na transporterach. Znaczne zwiększenie przewozów pasażerskich zanotowano po 1920. W grudniu 1928 do Oberwiesenthal przybyły nowe, większe parowozy klasy 99 73-76 i zapoczątkowano wymianę starych lokomotyw saskich typu IV K. W 1936 stacja i perony w Oberwiesentahl uzyskały obecną formę.
14 maja 1949 zawieszono kolejowe przewozy poczty na linii. 11 lipca 1952 oddano do ruchu pierwszy nowy parowóz klasy 99 77-79. W latach 1966–1967 zamknięto na trasie kilka punktów taryfowych, które charakteryzowały się niską frekwencją. W 1992 zlikwidowano ruch towarowy. 6 stycznia 2019 operatorem linii BVO Bahn GmbH. Od 1998 rozpoczął się proces rewitalizacji infrastruktury. W latach 2002–2004 zbudowano nową parowozownię w Oberwiesenthalu, a w 2005 zakończono remont wiaduktu Hüttenbach. W 2007 nastąpiła zmiana nazwy BVO Bahn GmbH na SDG Sächsische Dampfeisenbahngesellschaft mbH.

## Tabor

### Eksploatowane lokomotywy parowe
- 99 1564-6 99.51-60 IV K Hartmann, Chemnitz 1909,
- 99 1608-1 99.51-60 IV K Hartmann, Chemnitz 1921,
- 99 1713-9 99.65-71 VI K SMF Chemnitz 1927,
- 99 1734-5 99.73-76 Altbau SMF Chemnitz 1929,
- 99 1741-0 99.73-76 Altbau SMF Chemnitz 1929,
- 99 1746-9 99.73-76 Altbau Schwartzkopff, Berlin 1929,
- 99 1747-7 99.73-76 Altbau Schwartzkopff, Berlin 1929,
- 99 1759-2 99.73-76 Altbau Schwartzkopff, Berlin 1933,
- 99 1761-8 99.73-76 Altbau Schwartzkopff, Berlin 1933,
- 99 1762-6 99.73-76 Altbau Schwartzkopff, Berlin 1933,
- 99 1771-7 99.77-79 Neubau LKM Babelsberg 1952,
- 99 1772-5 99.77-79 Neubau LKM Babelsberg 1952,
- 99 1773-3 99.77-79 Neubau LKM Babelsberg 1952,
- 99 1775-8 99.77-79 Neubau LKM Babelsberg 1953,
- 99 1776-6 99.77-79 Neubau LKM Babelsberg 1953,
- 99 1777-4 99.77-79 Neubau LKM Babelsberg 1953,
- 99 1778-2 99.77-79 Neubau LKM Babelsberg 1953,
- 99 1779-0 99.77-79 Neubau LKM Babelsberg 1953,
- 99 1780-8 99.77-79 Neubau LKM Babelsberg 1953,
- 99 1785-7 99.77-79 Neubau LKM Babelsberg 1954,
- 99 1786-5 99.77-79 Neubau LKM Babelsberg 1954,
- 99 1789-9 99.77-79 Neubau LKM Babelsberg 1957,
- 99 1790-7 99.77-79 Neubau LKM Babelsberg 1957,
- 99 1793-1 99.77-79 Neubau LKM Babelsberg 1957,
- 99 1794-9 99.77-79 Neubau LKM Babelsberg 1956[5].

### Eksploatowane lokomotywy spalinowe
- L45H 083 L45H FAUR, „23. August” Bukarest 1985,
- L45H 084 L45H FAUR, „23. August” Bukarest 1985,
- L45H 358 L45H FAUR, „23. August” Bukarest 1969,
- Lok 1 IGW V10C Babelsberg 1964[5].